# Robert Carmona-Borjas
Robert Carmona-Borjas (1966) es un abogado, académico y escritor venezolano. Por años fue profesor en la Universidad Simón Bolívar en Caracas - Venezuela y profesor de Postgrado para estudiantes de Georgetown University y  The George Washington University, en Washington, DC en la cátedra de Gerencia Política Latinoamericana y actualmente es profesor de la Universidad Americana en Washington D.C. El Profesor Robert Carmona-Borjas es conocido por promover en el mundo el tema de la gobernabilidad, de la defensa de los derechos humanos, la democracia y la lucha en contra de la corrupción. Además de publicar varios libros, es conferencista y colaborador de distintos medios de comunicación social de prestigio tanto en Estados Unidos como en Iberoamérica, tales como CNN en Español, el Financial Times, Forbes, The Hill, International Policy Digest, Business Insider, Foreign Policy Journal, El Nuevo Herald (Miami), El Heraldo (Honduras), El Universal (Venezuela), La Prensa (Nicaragua), El Universo (Ecuador), El Periódico Archivado el 9 de enero de 2021 en Wayback Machine. (Guatemala), El Tiempo Latino (Washington) y la plataforma digital La Patilla (Venezuela). En el año 2017 el Diario Tiempo Latino coloca al Profesor Robert Carmona-Borjas en la lista de los 100 Hispanos más influyentes en la ciudad de Washington, DC.

## Carrera
Carmona-Borjas fue profesor de la Universidad Simón Bolívar en Venezuela y ha sido conocido por tocar el tema de la gobernabilidad, de la defensa de los derechos humanos, la democracia y la lucha en contra de la corrupción.
Después de los sucesos del 11 de abril de 2002 donde se presentó un vacío de poder generado por la renuncia del Presidente Hugo Chévez Frías exigida por el Alto Mando Militar de Venezuela después que francotiradores, colocados en las inmediaciones de Miraflores dispararon a mansalva en contra de la multitud que se dirigía pacíficamente hacia el Palacio de Miraflores, en los cuales el Profesor Robert Carmona-Borjas redactó el decreto que restauraba los poderes públicos disueltos ilegalmente el día anterior por Carmona Estanga, y con el apoyo del General Bgda (Ej) Guaicaipuro Lameda Montero lograron conminar a Pedro Carmona Estanga a subscribirlo frente a todos los medios de comunicación que se encontraban ese día en el despacho del Ministro de la Defensa en el Fuerte Tiuna, sin embargo, a pesar del esfuerzo realizado por el Prof. Robert Carmona-Borjas y el General (Ej) Guaicaipuro Lameda Montero, las decisiones tomadas por Pedro Carmona Estanga y su entorno ya habían causado un daño irreversible que desencadenó en el fracaso de las acciones que la sociedad civil y de una parte importante del estamento militar habían concretado en esos días para alcanzar la restauración pacífica de la democracia en Venezuela en ese abril de 2002.
Sobre esos hechos el Profesor Robert Carmona-Borjas escribió un libro publicado por la Editorial Los Libros de El Nacional en el 2009, titulado: Más Allá de la Génesis del 11 de Abril, Vivencias de un Testigo de Excepción - Prólogo del Embajador Otto J. Reich.
En ese libro el Prof. Carmona-Borjas realiza una minuta y un inventario de los acontecimientos ocurridos el 11 de abril de 2002 en Venezuela que marcaron un hito en la historia política contemporánea de la región, de los cuales él fue un testigo de excepción. Ahí explica en detalle cuáles fueron las decisiones que condujeron al fracaso del 11 de abril y quienes fueron sus responsables. Luego del retorno de Hugo Chávez al poder el 13 de abril de 2002 se emprendió una persecución política en contra del Prof. Robert Carmona-Borjas que lo obligaron a abandonar su país y buscar asilo político en los Estados Unidos de América el 15 de abril de 2002, donde ha continuado su lucha por la libertad y aboga por la rendición de cuentas y la transparencia en los gobiernos. Robert Carmona-Borjas se convirtió en el primer venezolano en recibir asilo político bajo el régimen de Hugo Chávez.
Ya residenciado en la ciudad de Washington, DC y a sabiendas que la corrupción era rampante no solo en Venezuela, sino en el mundo entero, y que ese es el principal factor que erosiona la Democracia, el Profesor Robert Carmona-Borjas decidió establecer una organización que pudiera contrarrestar ese problema tan importante. Reconoció que se necesitaban estrategias anticorrupción innovadoras de "próxima generación" para abordar la corrupción de frente, así como para desarrollar vínculos estrechos con ONG locales y organizaciones de la sociedad civil para empoderar a la gente para preservar la integridad de las instituciones democráticas.
Con eso en mente, el Prof. Robert Carmona-Borjas fundó Arcadia Foundation (Fundación Arcadia), junto la activista de derechos humanos Betty Oyella Bigombe una organización sin fines de lucro registrada en el Distrito de Columbia en la ciudad de Washington, DC que busca promover el respeto de los derechos humanos, así como combatir la corrupción y promover la democracia en el mundo. El profesor Robert Carmona-Borjas ha lanzado varios esfuerzos anticorrupción a través de la Fundación Arcadia en Honduras, Colombia, Venezuela y Uganda.
El Profesor Robert Carmona-Borjas también es autor del libro “Cuba: asedios, utopías y otros bloqueos” de la Editorial Vestigios, México, 1994, por otra parte, es conferencista y colaborador de distintos medios de comunicación social de prestigio tanto en Estados Unidos como en Iberoamérica, tales como CNN en Español, el Financial Times, Forbes, The Hill, International Policy Digest, Business Insider, Foreign Policy Journal, El Nuevo Herald (Miami), El Heraldo (Honduras), El Universal (Venezuela), La Prensa (Nicaragua), El Universo (Ecuador), El Periódico (Guatemala), El Tiempo Latino (Washington) y la plataforma digital La Patilla (Venezuela).
Es el cofundador de la Fundación Arcadia, una fundación sin fines de lucro que se dedica a la promoción del respeto de los Derechos Humanos y a luchar en contra de la corrupción y las demás amenazas de los sistemas democráticos. Desde la Fundación Arcadia ha buscado promover los valores de la legalidad y la democracia en regiones políticamente tumultuosas. La organización ha trabajado en Honduras, Colombia, Venezuela, Uganda y Estados Unidos. En el año 2009 la Fundación Arcadia logró concretar acciones inéditas en la lucha contra la corrupción en la República de Honduras al develar hechos de corrupción en el entorno del entonces presidente Manuel Zelaya Rosales. A raíz de las acciones de la Fundación Arcadia se logró que se imputaran por casos de corrupción al sobrino del expresidente Manuel (Mel) Zelaya, Marcelo Chimirri cuando éste estaba a cargo de la compañía hondureña Hondutel, y a Yani Benjamin Rosenthal Hidalgo, ExMinistro de la Secretaría de la Presidencia durante la administración de Mel Zelaya.

## Obras
- Cuba: asedios, utopias y otros bloqueos (Vestigios, México, 1994)
- Mas Alla; de la Genesis del 11 de Abril (Librería Alexandría, abril de 2009)